# Młyn Garbarski w Toruniu
Młyn Garbarski w Toruniu – dawny młyn na terenie Torunia mieszczący się przy ulicy Przedzamcze 6b. Został zbudowany w XVII wieku. W latach 2003–2013 w budynku mieściła się siedziba Fundacji Odnowy Zabytków Torunia.